# Ragbi klub Lokomotiva
Il Ragbi Klub Lokomotiva o Lokomotiva è un club croato di rugby a 15 di Zagabria.
Fondato il 18 settembre 1968, militò fino al 1991 nel campionato jugoslavo e, da allora, in quello croato.

## Storia
Il club nacque a Zagabria nel 1960 come RK Krešo Rakić, rinominato nel 1964 in RK Građevinar.
Il primo allenatore della squadra fu Nikola Šprajc.
Nel 1968 per difficoltà varie il club cessò le sue funzioni e il 18 settembre di quell'anno fu rifondato con la denominazione attuale.
Il primo presidente fu Rudolf Herak e solo due anni dopo fu accolto nella polisportiva SD Lokomotiva.